# Usingerana
Usingerana is een geslacht van wantsen uit de familie van de Reduviidae (Roofwantsen). Het geslacht werd voor het eerst wetenschappelijk beschreven door Norman Cecil Egerton Miller in 1949.

## Soorten
Het genus bevat de volgende soorten:

- Usingerana cheesmanae Miller, 1949
- Usingerana proxima Miller, 1949